# Кошчи
Союз «Кошчи» (от тюркского кошчи́ — пахарь) — массовая организация трудящегося крестьянства в Туркестанской АССР, а после её размежевания — в национальных республиках Средней Азии и Казахстане.

## История
Союз «Кошчи» был создан в июне 1921 года по решению 5-го съезда компартии Туркестана в развитие ранее существовавших комбедов и союзов бедноты для защиты интересов трудящегося дехкане, вывода их из-под влияния байства и духовенства, приобщения к участию в советском строительстве, хозяйственном и культурном развитии.
1-й Краевой съезд союза «Кошчи», состоявшийся в декабре 1921 года Ташкенте, избрал Центральный исполнительный комитет и принял утверждённое затем ЦИК Туркестана 15 марта 1922 года Положение о союзе, определившее «Кошчи», как «профессионально-политическое объединение и организацию (переходного типа) пролетарских и полупролетарских масс аула, кишлака и деревни».
Организации Союза «Кошчи», которые объединяли не только бедняцкую, но и середняцкую часть крестьянства, активно помогали Советскому государству в проведении земельно-водных реформ, землеустройства, кооперирования дехкан, в снабжении их инвентарём и скотом, в сборе продналога. 

Члены Союза «Кошчи» проводили широкую культурно-просветительскую работу с населением, участвовали в деятельности профсоюзных организаций и советских учреждений. В 1924 году Союз «Кошчи» объединял около 200 тысяч человек.
После национально-государственного размежевания и создания советских республик Средней Азии были организованы руководящие центры «Кошчи» по республикам и областям, а ЦИК Союза распущен.
К началу 1930-х, в связи с переходом к массовой коллективизации сельского хозяйства, функции «Кошчи» были исчерпаны и организация прекратила своё существование.

## Деятели Союза «Кошчи»
- Джангильдин, Алиби Тогжанович
- Джандосов, Ураз Кикимович
- Тюрябеков, Джура Ходжибекович